# Cervical prominence
Cervical prominence, occipital process of propleuron (pl. guzowatość szyjna, potyliczny wyrostek propleuronu) – parzysty wyrostek tułowia owadów.
Stwierdzony u błonkówek. Cervical prominence to stawowy wyrostek, zlokalizowany na przedniej krawędzi propleuronu (bocznej płytki przedtułowia). Wyposażony jest w cranial condyle of the propleuron, przez który łączy się z przodu stawowo z głową. Tylna jego część przechodzi w apodemę szyjną: cervical apodeme.